# Clan Destino (album)
Clan Destino è il primo album della rock band italiana Clan Destino pubblicato nel 1994, e in seguito ristampato nel 2011 da Target Music.

## Descrizione
Dopo aver lavorato per anni con Luciano Ligabue, i Clan Destino decisero di intraprendere la carriera solista e di produrre l'omonimo album, influenzato del rock anni 70 targato Led Zeppelin e Deep Purple o dai Southern rocker Lynyrd Skynyrd.

## Tracce
1. Fratello
2. Pagherà
3. Per gli amici
4. Il male
5. Houdini
6. Lui non ci sarà
7. Pilic Blues
8. Alle lo sa
9. Usa e getta
10. Questo giro è per noi
11. Il tuo segno qual è
12. Pelle scura

## Curiosità
- il brano Fratello è dedicato ai Timoria

## Formazione
- Gigi Cavalli Cocchi - batteria e percussioni
- Max Cottafavi - chitarre elettriche ed acustiche
- Gianfranco Fornaciari - voce e tastiere
- Luciano Ghezzi - basso

Altri musicisti
- Luigi Schiavone - 2° assolo di chitarra in Questo giro è per noi
- Fabio Treves - armonica in Pilic Blues
- Timoria, Paolo Salandini, Antonio Zeni, Cristiana Arnaud: cori in Per gli amici